# The pattern of co-operation
|  | Denne artikel er oprettet af botten PalnaBot ud fra en ekstern database. Den kan derfor have sproglige fejl eller mangler. Denne skabelon kan fjernes efter kontrol af indholdet. |

The pattern of co-operation er en dokumentarfilm instrueret af Theodor Christensen efter manuskript af Theodor Christensen, Finn Methling.

## Handling
Filmen fortæller om andelsbevægelsen i Danmark og anskueliggør, hvordan den i praksis virker på en række vigtige områder: Produktion og eksport af landbrugsvarer, import, fabrikation og fordeling af landbrugsmaskiner, foderstoffer og forbrugsvarer. Den viser, hvordan en dansk landmand, Clausen, er et led i andelsbevægelsen, der skaffer ham de varer, han skal bruge, og som hjælper ham med at tilrettelægge og afsætte hans produktion af landbrugsvarer. Han er selv en del af det store mønster, som kooperationen er i dag.